# Mýtne Ludany
Mýtne Ludany este o comună slovacă, aflată în districtul Levice din regiunea Nitra. Localitatea se află la altitudinea de 152 m deasupra n.m., se întinde pe o suprafață de 17,65 km2 și în 2017 număra 964 de locuitori.
Localitatea este înfrățită cu Maglód, Gyömrő și Sajóvámos.

## Istoric
Localitatea Mýtne Ludany este atestată documentar din 1075.

## Demografie
| An:                | 1994 | 2004   | 2014   | 2024   |
| ------------------ | ---- | ------ | ------ | ------ |
| Număr de persoane: | 917  | 903    | 987    | 1018   |
| Diferență:         |      | −1,52% | +9,30% | +3,14% |

| An:                | 2023 | 2024   |
| ------------------ | ---- | ------ |
| Număr de persoane: | 1003 | 1018   |
| Diferență:         |      | +1,49% |